# 기즈쿠리정
기즈쿠리정(木造町)은 아오모리현에 있던 동해에 접했던 정이다. 
2005년 2월 11일에 니시쓰가루군 모리타촌, 가시와촌, 기즈쿠리정, 이나가키촌, 샤리키촌을 합병해 쓰가루시가 되었다. 합병 후의 인구는 약 4만명이다. 
가메가오카 석기시대 유적 등이 출토했다.

## 역사
- 1876년 - 7촌이 합병하여 기즈쿠리촌이 되었다.
- 1886년 4월 1일 - 정촌제 시행에 의해 8촌을 합병해 기즈쿠리촌이 되었다.
- 1901년 5월 1일 - 기즈쿠리촌이 정으로 승격해 기즈쿠리정이 되었다.
- 1904년 4월 1일 - 합병 과정에서 대립이나 폭동이 발생하였다.
- 1955년 3월 30일 - 니시쓰가루군 고시미쓰촌、시바타촌、가와요케촌、쥬세이촌、다테오카촌 및 나루사와촌을 합병해 기즈쿠리정이 되었다.
- 2005년 2월 11일 - 모리타촌, 가시와촌, 이나가키촌, 샤리키촌과 합병하여 쓰가루시가 되어 기즈쿠리정은 소멸하였다.

## 교통

### 철도
- 동일본 여객철도 고노선

### 현도
- 아오모리 현도 12호 아지가사와 가니타 선